# Leandro Sosa (calciatore 1991)
Luis Leandro Sosa Otermin (Montevideo, 18 marzo 1991) è un calciatore uruguaiano, difensore del Danubio.

## Carriera
Ha giocato nella massima serie dei campionati uruguaiano, argentino e greco.

## Palmarès

### Club

#### Competizioni nazionali
- Campionato uruguaiano: 1

Danubio: 2013-2014